# Ulises Francisco Espaillat
Ulises Francisco Espaillat Quiñones, pisatelj, farmacevt in politik, predsednik in podpredsednik Dominikanske republike, * 9. februar 1823, Santiago de los Caballeros, Dominikanska republika, 25. april 1878.
Espaillat je med 29. aprilom 1876 in 5. oktobrom 1876 deloval kot 18. predsednik Dominikanske republike. Po njem je poimenovana provinca Espaillat.
Predhodno je služboval še kot senator, član Predstavniškega doma, carinski inšpektor v Puerto Plati ter član Pokrajinskega namestništva v Santiagu.
Ker je nasprotoval priključitvi države Španiji, je moral zapustiti državo. Vrnil se je leta 1863, leto kasneje pa je postal podpredsednik.
S podporo Gregoria Luperóna je na volitvah 24. marca 1876 zmagal in postal predsednik republike. Bil je politični in gospodarski liberalist, prizadeval pa si je za razširitev obsega osebnih svoboščin dominikanskega ljudstva in izboljšanje stanja državnega gospodarstva. Preden pa je lahko katerokoli izmed svojih idej uresničevati, je bil 20. decembra 1876 zaradi uporniških gibanj na jugu in vzhodu države prisiljen k odstopu.